# Prodigal Son (série télévisée)
Pour les articles homonymes, voir Prodigal Son.
Prodigal Son, ou Le Fils prodige au Québec, est une série télévisée américaine en 33 épisodes d'environ 43 minutes créée par Chris Fedak et Sam Sklaver, diffusée entre le 23 septembre 2019 et le 18 mai 2021 sur le réseau Fox et en simultané sur le réseau Global au Canada.
En Belgique et en Suisse, la série est diffusée, respectivement, sur La Deux et RTS 1 depuis le 8 mars 2020. En France, la série est diffusée à partir du 10 mars 2020 sur TF1, et au Québec depuis le 3 septembre 2020 sur AddikTV.

## Synopsis
La série se concentre sur Malcolm Bright, dont le père, Martin Whitly, est le tristement célèbre tueur en série connu sous le nom du Chirurgien. Enfant, Malcolm a permis à la police d'arrêter son père. Maintenant profileur, anciennement au FBI (il vient d'en être renvoyé) et actuellement consultant pour le service de police de New York, Malcolm est contraint de confronter son père, qu'il n'a pas vu depuis son entrée à Quantico il y a dix ans après qu'un tueur en série imitateur a utilisé les méthodes de meurtre du Dr Whitly. Il se retrouve ramené en contact constant avec son père car il doit à la fois utiliser les idées du Dr Whitly pour aider la police à résoudre des crimes particulièrement horribles tout en combattant ses propres démons intérieurs.

## Distribution

### Acteurs principaux
- Tom Payne (VF : Clément Moreau) : Malcolm Bright (de son vrai nom Malcolm Whitly)
- Michael Sheen (VF : Pierre Tessier) : Dr Martin Whitly
- Bellamy Young (VF : Françoise Cadol) : Jessica Whitly
- Lou Diamond Phillips (VF : Loïc Houdré) : Gil Arroyo
- Halston Sage (VF : Émilie Rault) : Ainsley Whitly
- Aurora Perrineau (VF : Pascale Mompez) : Det. Dani Powell
- Frank Harts (en) (VF : Mike Fédée) : Det. JT Tarmel
- Keiko Agena (VF : Juliette Poissonnier) : Dr Edrisa Tanaka
- Catherine Zeta-Jones (VF : Rafaèle Moutier) : Dr Vivian Capshaw (saison 2)

### Acteurs récurrents
- Esau Pritchett (VF : Günther Germain) : M. David
- Charlayne Woodard (VF : Virginie Emane) : Dr Gabrielle Le Deux
- Raymond Lee (VF : Adrien Larmande) : Jin
- Molly Griggs (VF : Lydia Cherton) : Eve Blanchard
- Dermot Mulroney (VF : Guillaume Orsat) : Nicholas Endicott
- Meagan Good (VF : Marie Diot) : Colette Swanson
- Michael Raymond-James (VF : Sylvain Agaësse) : Paul Lazar
- Kasjan Wilson (VF : Kaycie Chase) : Malcolm jeune
- Alan Cumming : Simon Hoxley (saison 2 Episode 8)

Version française
- Société de doublage : Titrafilm[6]
- Direction artistique : Pauline Brunel
- Adaptation des dialogues : Cécile Favre

## Production

### Développement
Le 28 janvier 2019, il est annoncé que Fox donne commande pour un pilote à la production. Ce premier épisode est écrit par Chris Fedak et Sam Sklaver, qui produisent en collaboration avec Lee Toland Krieger, Greg Berlanti et Sarah Schechter. Les sociétés de production impliquées dans le projet pilote sont Berlanti Production et Warner Bros. Television.
Le 12 mars 2019, il est annoncé que Lee Toland Krieger dirigera la série.
Le 9 mai 2019, il est annoncé que la série sera diffusée au-delà de son épisode pilote et donc qu'un feu vert est donné pour la première saison. Le lendemain, on apprend que la série sera diffusée à l'automne 2019, tous les lundis à 21 h. La série est diffusée en première le 23 septembre 2019.
Le 7 octobre 2019, la série a été reprise pour une saison complète de 22 épisodes.
Le 21 mai 2020, la série est renouvelée pour une deuxième saison.
Le 10 mai 2021, Fox annule la série.

### Attribution des rôles
En février 2019, il a été annoncé que Lou Diamond Phillips, Aurora Perrineau et Frank Harts avaient été choisi dans les rôles principaux du pilote. Parallèlement à l'annonce de la commande du pilote, en mars 2019, il a été signalé que Michael Sheen, Bellamy Young, Finn Jones, Keiko Agena et Halston Sage avaient rejoint la distribution.
Quatre jours plus tard, le 12 mars 2019, il a été annoncé que Tom Payne remplacerait Finn Jones dans son rôle.
Le 10 février 2020, Dermot Mulroney a été choisi pour jouer un rôle récurrent.
En janvier 2021, il est annoncé que l'actrice Catherine Zeta-Jones rejoint la distribution dans le rôle du Dr Vivian Capshaw.

### Fiche technique
Sauf indication contraire, les informations mentionnées dans cette section peuvent être confirmées par les bases de données cinématographiques IMDb et Allociné,  présentes dans la section « Liens externes ».
- Titre : Prodigal Son
- Titre québécois : Le Fils prodige
- Création : Chris Fedak, Sam Sklaver
- Réalisation : Lee Toland Krieger, Adam Kane, Rob Bailey, Leon Ichaso, Omar Madha, Megan Griffiths, Rob Hardy, Antonio Negret, Valerie Weiss, David Tuttman, Glen Winter, Lisa Robinson
- Scénario : Chris Fedak, Sam Sklaver, Lisa Randolph, Wendy Calhoun, Jeremy Carver, Justin W. Lo, Elizabeth Peterson, Wyatt Cain, Lauriel Harte Marger, Sabrina Deana-Roga, Nora Zuckerman, Lilla Zuckerman, Alexis Siegel
- Photographie : Nigel Bluck, Anthony Wolberg, Benji Bakshi
- Musique : Nathaniel Blume
- Production :
  - Producteur(s) : Jennifer Lence, Jason Sokoloff
  - Producteur(s) exécutive(s) : Lee Toland Krieger, Sarah Schechter, Sam Sklaver, Chris Fedak, Greg Berlanti
- Société(s) de production : Berlanti Productions, Sklaverworth Productions, VHPT! Co., Warner Bros. Television, FOX Entertainment
- Société(s) de distribution : Warner Bros. Television Distribution
- Pays d'origine :  États-Unis
- Langue d'origine : Anglais
- Format (image) : 720p (HDTV)
- Genre : Crime, drame, procédure judiciaire
- Durée : 43–46 minutes
- Diffusion :  États-Unis (FOX),  Canada (Global),  Belgique (La Deux),  Suisse (RTS1),  France (TF1)
- Public :  Déconseillé aux moins de 10 ans /  Déconseillé aux moins de 12 ans

## Épisodes

### Première saison (2019-2020)
1. Le Fils prodige (Pilot)
2. Une affaire de famille (Annihilator)
3. Brume psychédélique (Fear Response)
4. Obsession (Designer Complicity)
5. Âmes errantes (The Trip)
6. Prendre un enfant par la main (All Souls and Sadists)
7. Interview exclusive (Q&A)
8. Un vieil ami de la famille (Family Friend)
9. La Garçonnière (Pied-A-Terre)
10. Douce nuit (Silent Night)
11. Là où tout a commencé (Alone Time)
12. Affaires internes (Internal Affairs)
13. Le reste est littérature (Wait & Hope)
14. Le Tueur du carrousel (Eye of the Needle)
15. Embaumement (Death's Door)
16. Question de confiance (The Job)
17. Baby Shower (Stranger Beside You)
18. Les Fantômes de l'opéra (Scheherazade)
19. Dans l'ombre (The Professionals)
20. Tel père… (Like Father…)

### Deuxième saison (2021)
Cette saison de treize épisodes est diffusée depuis le 12 janvier 2021.
1. L'Art et la manière (It's All in the Execution)
2. Le Rituel (Speak of the Devil)
3. Jeunesse dorée (Alma Mater)
4. Business en famille (Take Your Father to Work Day)
5. Une éducation trop parfaite (Bad Manners)
6. Le Fantôme de l'hôtel (Headcase)
7. La Vengeance dans la peau (Face Value)
8. La Tête du serpent (Ouroboros)
9. Des créatures captives (The Killabustas)
10. La Grande évasion (Exit Strategy)
11. Cours Malcolm, cours ! (You Can Run…)
12. Une vue sur l'océan (Sun and Fun)
13. Dernière virée (The Last Weekend)

## Univers de la série

### Les personnages

#### Personnages principaux
- Malcolm Bright, de son ancien nom Malcolm Whitly, est un ancien profileur du FBI qui travaille maintenant pour le NYPD. Il possède la capacité unique de voir les crimes du point de vue du tueur, lui permettant de reprendre des choses que d'autres flics pourraient ne pas voir. Cependant, ce don le hante également, le faisant vivre dans un état de peur perpétuelle de succomber un jour aux mêmes tendances meurtrières que son père. Sa peur se traduit dans ses cauchemars, ses terreurs nocturnes, ses hallucinations,et autres troubles : Il souffre de syndrome de stress post-traumatique complexe, de dépression, d'un trouble de l'anxiété généralisée, d'hallucinations, et d'insomnie, entre autres.
- Gil Arroyo est un lieutenant des crimes majeurs dans le NYPD. Il était l'officier chargé de l'arrestation de Martin Whitly. Gil engage Malcolm comme son nouveau consultant après que ce dernier a été renvoyé du FBI. Il a connu Malcolm depuis qu'il était tout petit.
- Ainsley Whitly est la sœur cadette ambitieuse de Malcolm et une journaliste de télévision. Elle n'a jamais vraiment connu son père car il a été arrêté quand elle était plus jeune.
- Le détective Dani Powell est un officier sous le commandement de Gil Arroyo. Elle n'apprécie pas Malcolm ; ne tenant pas compte de ses troubles psychologiques et post-traumatiques, elle le trouve "dérangeant" et plus "comme un poids" qu'autre chose.
- Le détective JT Tarmel est un officier sous le commandement de Gil Arroyo. Il est marié à Tally. Il ne semble pas sincèrement apprécier Malcolm non plus.
- Le docteur Edrisa Tanaka est un médecin légiste du NYPD. Elle a un béguin très évident pour Malcolm, qu'elle montre à tout moment, de manière très embarassante pour le jeune homme, mais jamais intentionnelle. Ce béguin n'est pas réciproque.
- Jessica Whitly est la mère de Malcolm et une femme d'affaires prospère d'une vieille famille de la haute société qui souffre d'alcoolisme, buvant pour faire face aux crimes de son mari. Elle vient d'une famille très riche, les Milton. Elle n'est jamais montrée donnant du soutien ou de l'affection sincère à son fils, mais plutôt mise en scène lui donnant des remontrances sur la façon qu'il a de contrôler ses symptômes. Elle est également montrée comme envahissante et très contrôlante.
- Le docteur Martin Whitly est le père de Malcolm qui est actuellement incarcéré dans un asile après avoir commis vingt-trois meurtres sous le nom du Chirurgien. Il a manipulé, gaslighté et abusé émotionnellement de Malcolm depuis qu'il était tout petit, et est responsable des traumatismes de son fils.

#### Personnages récurrents
- M. David est un gardien de l'hôpital psychiatrique de Claremont qui est responsable du Docteur Whitly.
- Le docteur Gabrielle Le Deux est la psychologue de Malcolm depuis l'arrestation de son père.
- Nicholas Endicott est un milliardaire charmant et sophistiqué de New York et mécène des arts, qui est aussi un vieil ami de Jessica avant l'arrestation de Martin. Lorsque Jessica et Nicholas sont témoins d'un meurtre, ils reprennent contact, au grand dédain de Martin.

## Accueil

### Audiences aux États-Unis
Lancée en septembre 2019 sur le réseau américain FOX, la série a reçu un bon accueil du public et de la chaîne, qui lui a accordé neuf épisodes supplémentaires, pour un total de vingt inédits en saison 1. En moyenne et à J+7, les douze premiers épisodes de la série ont pu compter sur 5,95 millions de fidèles en moyenne. Des scores satisfaisants pour la chaîne.
| Saison | Début de saison   | Début de saison | Début de saison | Fin de saison     | Fin de saison   | Fin de saison |
| Saison | Date de diffusion | Téléspectateurs | Ref.            | Date de diffusion | Téléspectateurs | Ref.          |
| ------ | ----------------- | --------------- | --------------- | ----------------- | --------------- | ------------- |
| 1      | 23 septembre 2019 | 4 050 000       | [ 23 ]          | 27 avril 2020     | 3 380 000       | [ 24 ]        |

### Audiences en France
Prodigal Son a réussi son lancement sur TF1 Les deux premiers épisodes ont séduit une moyenne de 4,26 et 3,5 millions de téléspectateurs, soit 18,4% et 18,1% de l’ensemble du public âgé de quatre ans et plus[réf. souhaitée]. Pour son premier inédit de la soirée, la série était leader sur les cibles commerciales clefs grâce à des parts de marché de 28% sur les femmes de moins de 50 ans responsables des achats et 24% sur les 25/49 ans.
| Saison | Début de saison   | Début de saison | Début de saison | Fin de saison     | Fin de saison   | Fin de saison |
| Saison | Date de diffusion | Téléspectateurs | Ref.            | Date de diffusion | Téléspectateurs | Ref.          |
| ------ | ----------------- | --------------- | --------------- | ----------------- | --------------- | ------------- |
| 1      | 10 mars 2020      | 4 260 000       | [ 25 ]          | 22 juillet 2020   | 2 710 000       | [ 26 ]        |
| 2      | 14 juillet 2021   | 756 000         | [ 27 ]          |                   |                 |               |

### Réception critique
Le site Web de l'agrégateur d'avis Rotten Tomatoes a rapporté une approbation de 59 % avec une note moyenne de 6,47 / 10, basée sur 22 avis. Le consensus critique du site Web se lit comme suit : « Bien qu'il soit prometteur, Prodigal Son met de côté un spectaculaire Michael Sheen en faveur d'un scénario procédural plus convenu qui dérive souvent trop profondément dans le grotesque ».
Metacritic, qui utilise une moyenne pondérée, a attribué une note de 59 sur 100 sur la base de 12 critiques, indiquant « des critiques mitigées ou moyennes ».